# Moćevići
Moćevići (cyr. Моћевићи) – wieś w Bośni i Hercegowinie, w Republice Serbskiej, w gminie Srebrenica. W 2013 roku liczyła 11 mieszkańców.